# 레고 무비 2
《레고 무비 2》(영어: The Lego Movie 2: The Second Part)는 2019년 개봉한 레고로 만든 스톱모션 만화이며, 레고 팬들을 위한 영화 레고 무비의 두 번째 작품 시리즈다.

## 줄거리
주인공 에밋과 루시는 행복한 브릭스버그에서 살고 있었다 하지만 듀플로 행성의 외계인들의 잦은 침략으로 다른시민들은 약점을 숨기기위해 터프한 옷을 입게된다. 그 후 브릭스버그는 아포칼립스버그로 바뀌게된다. 어느날 씨스타은하계에서 어마무시라는장군은 제멋대로 여왕의 지시를 받고 왔다며 5명의친구(루시,베트맨,유니키티,베니,강철수염)을 납치해간다. 에밋은 친구들을 구하러 혼자 씨스타은하계로 모험을 떠나는데 모험 도중 이상한 남자를 만나게 된다. 그의 이름은 렉스였으며 터프하고 강력했다. 그는 루시가 바라던 에밋과 완벽히 일치했다. 그 후 에밋과 렉스는 친구들을 구하기 위해 씨스타은하계로 출발하고 에밋은 렉스와의 여행도중 자신도 모르게 터프해져가며 원래의 자신을 점차 잊어가는 듯 했다. 미션수행을 위해 씨스타은하계에 잠입 중 유일하게 파티에 취하지 않은 루시와 만나 함께 임무를 수행한다. 그들은 제멋대로여왕과 배트맨의 결혼식을 막아 '마마겟돈'을 막으려 하였다. 임무도중 루시는 어마무시장군에 의해 그들은 평화를 원한다는 진실을 듣고 에밋을 막아보려 하지만 이미 에밋은 렉스의 말을 믿고 루시는 세뇌되었다고 생각하여 결혼식을 중지시키고 그로인해 '마마겟돈'이 일어난다. 그 후 렉스는 에밋만을 데려간 채 친구들 모두를 두고 떠난다. 그 후 렉스의 정체가 밝혀지는데 그는 과거 자신도 친구들을 구하기 위해 모험을 시작했지만 실패하여 세탁기 구석에서 시간이 흐르는 것을 보며 터프해졌다고 한다. 그리고 렉스는 시간여행장치를 만들어 과거 자신을 구하기 위해 온 것이었다. 사실 렉스는 미래의 에밋이었던 것이다.현재의 에밋은 친구들을 구하기 위해 도망가 보지만 렉스는 이를 못마땅해 하며 에밋을 세탁기 구석으로 떨어뜨려버린다. '마마겟돈' 이후 모두 상자에 갇혀 영화가 끝나는 듯 했으나 모두가 힘을 합쳐 되살아나며 에밋을 구하려 간다. 루시는 세탁기 구석에 있는 에밋을 구하기 위해 에밋을 찾아내고 렉스(미래의 에밋)는 자신이 겪은 과거(아무도 자신을 찾아와 주지 않는 과거)와는 다른 과거(루시가 에밋을 찾아와주는 과거)가 생겨나 찾아와준 루시에게 고마워하며 과거의 에밋이 친구들을 만났기에 현재의 에밋은 렉스가 될 일이 없으므로 렉스(미래의 에밋)는 서서히 사라졌다. 그 후 에밋과 친구들은 모두가 멋지고 완벽한 씨스타 칼립스버그에서 살아나가며 해피엔딩을 맞는다.

## 성우진
| 배역          | 영어 성우         | 한국어 성우 |
| ------------- | ----------------- | ----------- |
| 에밋          | 크리스 프랫       | 김승준      |
| 루시          | 엘리자베스 뱅크스 | 소연        |
| 배트맨        | 윌 아넷           | 이정구      |
| 어마무시 장군 | 스테파니 비트리즈 | 김현심      |
| 지멋대로 여왕 | 티파니 해디시     | 정영주      |
| 유니키티      | 앨리슨 브리       | 이재현      |
| 강철수염      | 닉 오퍼먼         | 윤세웅      |
| 베니          | 찰리 데이         | 이장원      |
| 슈퍼맨        | 채닝 테이텀       | 안용욱      |
| 그린 랜턴     | 조나 힐           | 백승철      |
| 엄마          | 마야 루돌프       | 정현경      |
| 아빠          | 윌 페럴           | 설영범      |

## 기타
- 미술: 그랜트 프렉켈턴
- 미술: 패트릭 마크 하넨버거
- 의상: 캐롤라인 크랜스턴
- 애니메이션총지휘: 데이브 버게스
- 배역: 메리 히달고